# 日置市立伊集院北中学校
日置市立伊集院北中学校（ひおきしりついじゅういんきたちゅうがっこう）は、鹿児島県日置市伊集院町下神殿にある市立中学校である。

## 概要
日置市の北部に位置しており、周辺には国道3号などが通っている。現在の生徒数は、301名で各学年2-3学級である。

## 校区
- 伊集院北小校区
- 妙円寺小校区

## 沿革
- 1947年（昭和22年） - 下伊集院村立下伊集院東中学校及び大谷教場を設置。
- 1948年（昭和23年） - 下伊集院村立下伊集院東中学校を下伊集院村立下伊集院中学校に改称、同時に西分校、大谷分校に改称。
- 1949年（昭和24年） - 西分校が下伊集院村立下伊集院西中学校として分立。
- 1954年（昭和29年） - 大谷分校が下伊集院村立大谷中学校として分立（後に鹿児島市立郡山中学校に編入）。
- 1956年（昭和31年） - 下伊集院村が伊集院町、東市来町、郡山町、日吉町に各一部編入され消滅。下伊集院中学校は伊集院町の管轄となり、伊集院町立下伊集院中学校に改称。
- 1957年（昭和32年） - 伊集院町立下伊集院中学校から伊集院町立伊集院北中学校に改称。
- 2005年（平成17年） - 市町村合併により日置市となり日置市立伊集院北中学校に改称。

伊集院北中学校沿革史より引用。

## 部活動
- 野球部
- 男子バスケット部
- 女子バスケット部
- 吹奏楽部
- バレー部
- サッカー部
- 美術部
- 卓球部
- 男子テニス部
- 女子テニス部
- 陸上部

## 校則
- 男子の頭髪は、校則で丸刈りが強制されていたが、1995年4月に撤廃された。
- 男子の学ランのボタン（裏ボタン）は学校指定のものを使用する